# Bajkał (Białoruś)
Bajkał (biał. Байкал) – wieś w rejonie tołoczyńskim obwodu witebskiego Białorusi.